# George M. Bergman

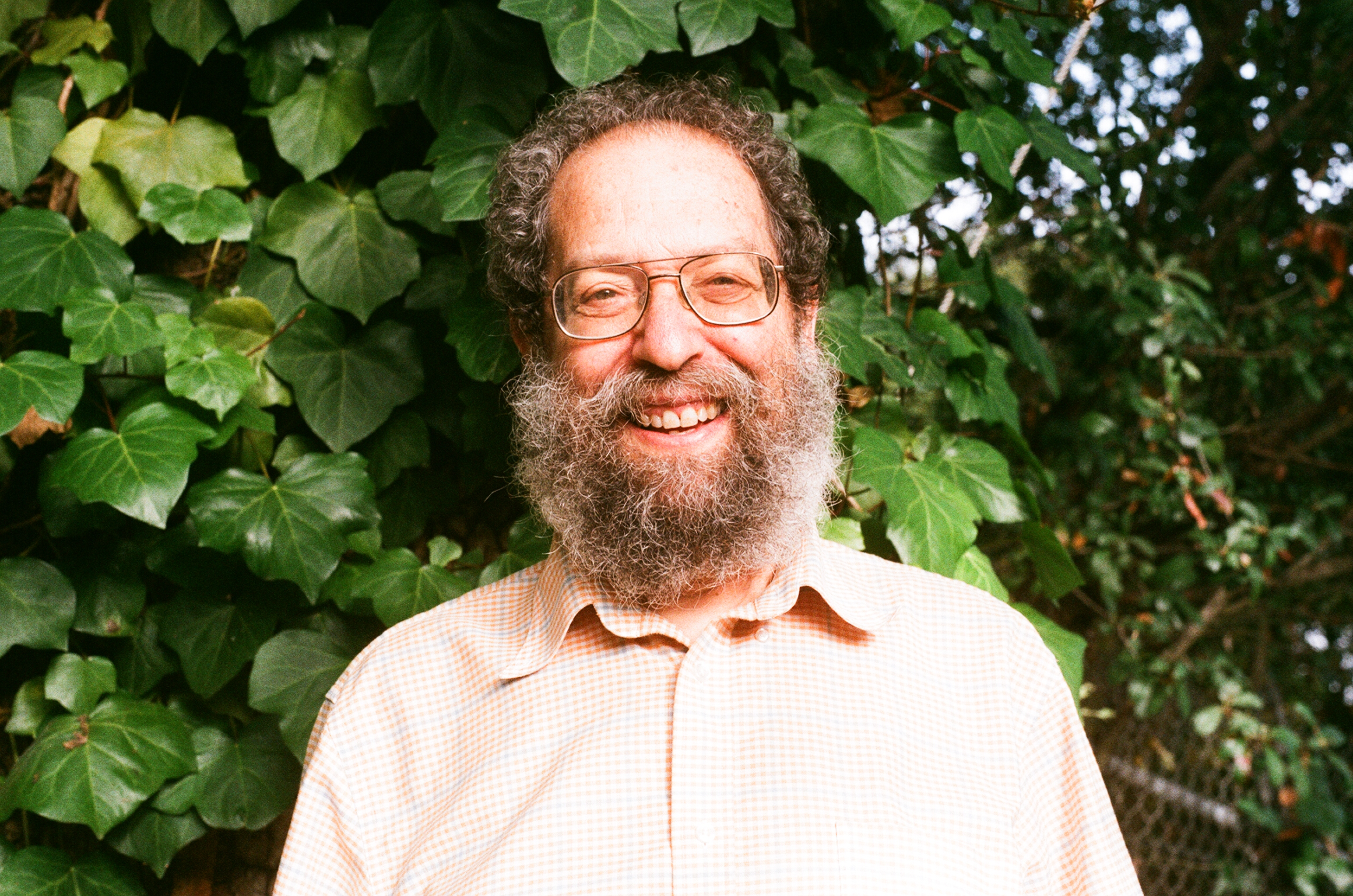
George M. Bergman 2011

George Mark Bergman (* 22. Juli 1943 in Brooklyn) ist ein US-amerikanischer Mathematiker, der sich mit Algebra befasst.
Bergman besuchte die Stuyvesant High School in New York City und studierte an der University of California, Berkeley (Bachelor-Abschluss 1963) und an der Harvard University, an der er 1968 bei John T. Tate promoviert wurde (Commuting elements in free algebras and related topics in ring theory). 1967 wurde er Assistant Professor, 1972 Associate Professor und 1978 Professor an der University of California, Berkeley, an der er 2009 emeritiert wurde.
1969/70 war er Gastprofessor am Bedford College der Universität London und 1970/71 in Harvard. 1971 bis 1973 war er Sloan Research Fellow. 1977/78 war er Miller Professor for Basic Research in Berkeley.
In der Algebra befasst er sich mit Ringtheorie (assoziative Ringe), Universeller Algebra, Kategorientheorie und außerdem befasst er sich mit mathematischer Logik.
Er war 1974 Invited Speaker auf dem Internationalen Mathematikerkongress in Vancouver (Some category-theoretic ideas in algebra (a too-brief tour of algebraic structure, monads and the adjoint tower)).

## Schriften
- mit Adam O. Hausknecht: Co-groups and co-rings in categories of associative rings. Mathematical Surveys and Monographs 45, American Mathematical Society 1996